# Робинс, Чарльз Армингтон
Чарльз А́рмингтон Ро́бинс (англ. Charles Armington Robins; 8 декабря 1884, Дефайанс, Айова — 20 сентября 1970, Льюистон, Айдахо) — 22-й губернатор Айдахо.

## Биография
Клэренс Армингтон Робинс родился 8 декабря 1884 года в городке Дефайанс штата Айова. Когда он был ещё ребёнком, семья переехала в Колорадо. В 1907 году в Колледже Уильяма Джуэлла в Миссури Робинс получил степень бакалавра. После этого он работал учителем в штатах Монтана, Миссури и Миссисипи. В 1917 году Робинс окончил Медицинский колледж Раша в Чикаго и устроился в больницу общего профиля в Цинциннати.
Политическая карьера Робинса началась в 1938 году с избрания в Сенат Айдахо. Впоследствии ему удалось переизбраться ещё три раза. Он ушёл в отставку, когда узнал о смерти доктора в городке Сент-Мэрис в Айдахо, привёдшей к недостатку квалифицированного медицинского персонала.
В 1946 году Робинсу удалось победить на губернаторских выборах Айдахо от республиканской партии. Он стал первым губернатором, избранным, согласно новой редакции конституции штата, на четырёхлетний срок. Робинс положил начало обширной модернизации систем здравоохранения, образования и социального обеспечения. За время его правления более тысячи школьных округов были объединены в менее чем две сотни. Бюро помилований было расформировано, вместо него было создано Бюро исправительных наказаний.
В 1951 году, после окончания губернаторских полномочий, Робинс попытался избраться в Сенат, но неудачно. Он возглавил Бюро медицинского обслуживания по северному Айдахо. Робинс находился в этой должности до 1958 года.
Клэренс Робинс был женат на Маргерите Кранберри. Он скончался 20 сентября 1970 года в возрасте 85 лет.